# Cuterebra
Genre
Synonymes
- Alouattamya
- Alouattamyia
- Bogeria
- Curtebra Blanchard, 1840
- Curterebra Blanchard, 1845
- Cutirebra Van der Wulp, 1888

Cuterebra est un genre d'insectes diptères de la famille des Oestridae et de la sous-famille des Cuterebrinae. Les espèces du genre sont susceptibles de provoquer des myiases.

## Espèces
- Cuterebra abdominalis Swenk, 1905
- Cuterebra albata Sabrosky, 1986
- Cuterebra albipilosa Sabrosky, 1986
- Cuterebra almeidai (Guimaraes & Carrera, 1941)
- Cuterebra americana (Fabricius, 1775)
- Cuterebra apicalis Guérin-Méneville, 1835
- Cuterebra approximata Walker, 1866
- Cuterebra arizonae Sabrosky, 1986
- Cuterebra atrox Clark
- Cuterebra austeni Sabrosky, 1986
- Cuterebra baeri Shannon & Greene, 1926
- Cuterebra bajensis Sabrosky, 1986
- Cuterebra buccata (Fabricius, 1776)
- Cuterebra bureni Dalmat, 1942
- Cuterebra cayennensis Macquart, 1843
- Cuterebra clarki Sabrosky, 1986
- Cuterebra cochisei Sabrosky, 1986
- Cuterebra cometes Shannon & Ponte, 1926
- Cuterebra conflans Bau, 1929
- Cuterebra cuniculi (Clark, 1797)
- Cuterebra dasypoda Brauer, 1896
- Cuterebra detrudator Clark, 1848
- Cuterebra dorsalis Bau, 1929
- Cuterebra emasculator Fitch, 1856
- Cuterebra enderleini Bau, 1929
- Cuterebra ephippium Latreille, 1818
- Cuterebra fasciata Swenk, 1905
- Cuterebra fassleri Guimaraes, 1984
- Cuterebra flaviventris (Bau, 1931)
- Cuterebra fontinella Clark, 1827
- Cuterebra funebris (Austen, 1895)
- Cuterebra gilvopilosa Bau, 1932
- Cuterebra grandis (Guérin-Méneville, 1844)
- Cuterebra grisea Coquillett, 1904
- Cuterebra histrio Coquillett, 1902
- Cuterebra indistincta Sabrosky, 1986
- Cuterebra infulata Lutz, 1917
- Cuterebra jellisoni Curran, 1942
- Cuterebra latifrons Coquillett, 1898
- Cuterebra lepida Austen, 1933
- Cuterebra lepivora Coquillett, 1898
- Cuterebra lepusculi Townsend, 1897
- Cuterebra lopesi Guimaraes, 1990
- Cuterebra lutzi Bau, 1930
- Cuterebra maculosa Knab, 1914
- Cuterebra megastoma Brauer, 1863
- Cuterebra mirabilis Sabrosky, 1986
- Cuterebra neomexicana Sabrosky, 1986
- Cuterebra nigricans Lutz, 1917
- Cuterebra obscuriventris Sabrosky, 1986
- Cuterebra ornata Bau, 1928
- Cuterebra patagona Guérin-Méneville, 1844
- Cuterebra pessoai Guimaraes & Carrera, 1941
- Cuterebra polita Coquillett, 1898
- Cuterebra postica Sabrosky, 1986
- Cuterebra praegrandis Austen, 1933
- Cuterebra princeps (Austen, 1895)
- Cuterebra pulchra Bau, 1930
- Cuterebra pusilla Bau, 1931
- Cuterebra pygmae Bau, 1931
- Cuterebra rubiginosa Bau, 1931
- Cuterebra ruficrus (Austen, 1933)
- Cuterebra rufiventris Macquart, 1843
- Cuterebra sabroskyi Guimaraes, 1984
- Cuterebra sarcophagoides Lutz, 1917
- Cuterebra schmalzi Lutz, 1917
- Cuterebra semiatra (Wiedemann, 1830)
- Cuterebra semilutea Bau, 1929
- Cuterebra simulans Austen, 1933
- Cuterebra sterilator Lugger, 1897
- Cuterebra sternopleuralis Sabrosky, 1986
- Cuterebra sternpleuralis Sabrosky, 1986
- Cuterebra tenebriformis Sabrosky, 1986
- Cuterebra tenebrosa Coquillett, 1898
- Cuterebra terrisona Walker, 1849
- Cuterebra townsendi (Fonseca, 1941)
- Cuterebra trigonophora Brauer, 1863
- Cuterebra worontzowi Guimaraes & Carrera, 1941